# 沙爾基
沙爾基，是尼泊爾印度教民族卡斯人的職業種姓(不潔種姓)，分布於尼泊爾和喜馬拉雅東部。
他們的傳統職業是造鞋和制革，在錫金的硬性印度種姓制度中，他們被視為污染群體。
根據2011年尼泊爾人口普查，沙爾基佔人口1.4%(3,74,816)。